# Акмангит
Акмангит (узб. Oqmangʻit/Оқманғит, каракалп. Aqmanʻgʻiʻt/Ақмаңғыт) — посёлок городского типа (с 1980 года), административный центр Нукусского района Каракалпакстана, Узбекистан. Посёлок расположен в 18 км к северо-западу от железнодорожной станции Нукус (на линии Найманкуль — Чимбай).

## Достопримечательности
Ток-кала (Дарсан) – городище расположено на 1-2 км к юго-западу от пгт. Акмангит, на небольшом естественном холме Токтау. Общая площадь 8 га. Памятник состоит из 3 частей - античный, раннесредневековый и могильник.
Самое последнее исследование было произведено в 1998 г. во время учебной полевой археологической практики кафедры «Истории» НГПИ им. Ажинияза. Рассматривалась топография городища, в раннесредневековой части были произведены небольшие исследования, проведены раскопки размером 3х6 м. помещения, где было вскрыто погребение человека, найдены кости внутри небольшого керамического лепного сосуда типа хумча. Оно было прикрыто кирпичом античного облика возможно снятого с античной стены городища.
Ток – кала, археологический комплекс. Токтау «Насыпная гора», оно связано с легендой об искусственном холме, насыпанном Девом, на котором построена крепость. Последние археологические данные показывают что «Ток» представляет собой поселение позднеафригидского времени. «Ток» дано позднее населяющими каракалпаками (в источниках Дарсан)

## Население
| 1989 | 2000 | 2018  |
| ---- | ---- | ----- |
| 6169 | 8100 | 10100 |